# Gemertse Watermolen
De Gemertse watermolen was een watermolen op de Rips te Gemert.
Deze watermolen is in 1210 gesticht door de toenmalige vrijheren van Gemert en was tot 1590 in gebruik. De oudste vermelding dateert van 1326.
Tussen het molenpad en het molenwiel lag een hoeve, de Domhof geheten. Hiernaar verwijst de wat mysterieuze tekst uit 1517, namelijk:
Den wegh die men veert ende gheet ter watermolen met een eynde, ende den molenwiel met den anderen eynde.
In de jaren 60 van de 19e eeuw werd de loop van de Rips verlegd, maar de straatnaam Molenweg en de wijknaam Molenbroek herinneren nog aan de molen. De oude loop kan nog gevolgd worden via een voetpad door een langgerekt parkgebiedje.
In 1998 werd gestart met opgravingen in dit gebied, omdat er een nieuwbouwproject was gepland. Men vond toen indirecte aanwijzingen voor het bestaan van de molen, zoals kolkgaten en fragmenten van maalstenen. In 1999 werden ook funderingspalen gevonden. Dendrologisch onderzoek bracht het jaartal 1210 aan het licht.
In het nieuwbouwwijkje met de naam Watermolen dat vervolgens werd gebouwd zijn nog tal van herinneringen aan de watermolen aangebracht met behulp van de bestrating, zodat de loop van de Rips, de plaats van de watermolen en de loop van de weg naar de molen goed te volgen zijn.